# Abu Rakwa
Abu Rakwa أبو ركوة (* um 975; † 1007 in Kairo) war Führer eines Aufstandes gegen die Fatimiden in den Jahren 1005–1006.
Abu Rakwa („Der mit der Feldflasche“) war ein Abenteurer aus Andalusien, der in Kairuan, Ägypten und der Cyrenaika als Lehrer tätig war und sich als Nachkomme des andalusischen Umayyadenkalifen Abd ar-Rahman III. ausgab. Als solcher wurde er von den Beduinen der Cyrenaika zum Führer ihres Aufstandes gegen die Fatimiden erhoben.
Die Beduinen der Banu Qurra (des führenden Clans der Banu Hilal) hatten sich um 1000 wegen mangelnder Bezahlung einem Feldzug der Fatimiden nach Ifrīqiya verweigert. 1004 waren trotz Sicherheitsgarantien Gesandte des Stammes und weitere Geiseln von den Fatimiden hingerichtet worden, worauf es zum Aufstand in der Cyrenaika kam.
Am 31. März 1005 erhob Abu Rakwa in der Cyrenaika offiziell Anspruch auf den Kalifenthron und nahm den Thronnamen an-Nasir li-Din Allah an. Er verbündete sich mit den Beduinen der Cyrenaika und stellte seine Revolte als Kampf gegen die Unterdrückung der Sunniten in Ägypten durch die schiitische Ketzerei der Fatimiden dar. Barka, das Zentrum des Landes, konnte aber zunächst nicht erobert werden. Erst nachdem zwei Feldzüge der Fatimiden gescheitert waren flüchtete die fatimidische Garnison der Stadt über den Seeweg nach Ägypten. Den Höhepunkt erreichte der Aufstand im Sommer 1006, als Abu Rakwa in Ägypten einrückte. Zwar scheiterte ein Angriff auf Alexandria, doch rückte er auf Kairo vor, wurde aber am 16. August bei Gizeh und am 30. August 1006 bei Ras al-Birka schwer geschlagen. Ihm gelang zwar die Flucht nach Nubien, doch wurde sein Versteck in einem Kloster ausfindig gemacht. Gegen eine Zahlung von einer Million Dinar wurde Abu Rakwa an die Fatimiden ausgeliefert und am 9. März 1007 in Kairo hingerichtet.
Der Aufstand des Abu Rakwa hat für die Geschichte der Fatimiden insofern Bedeutung, als nun unter al-Hakim eine Annäherung an die weiterhin sunnitische Bevölkerungsmehrheit in Ägypten erfolgte. Diese gipfelte darin, dass 1009 zeitweilig sogar der sunnitische Glaube dem schiitischen gleichgestellt wurde.